# 卡塔斯峰
46°34′09″N 9°30′51″E / 46.5692°N 9.5142°E

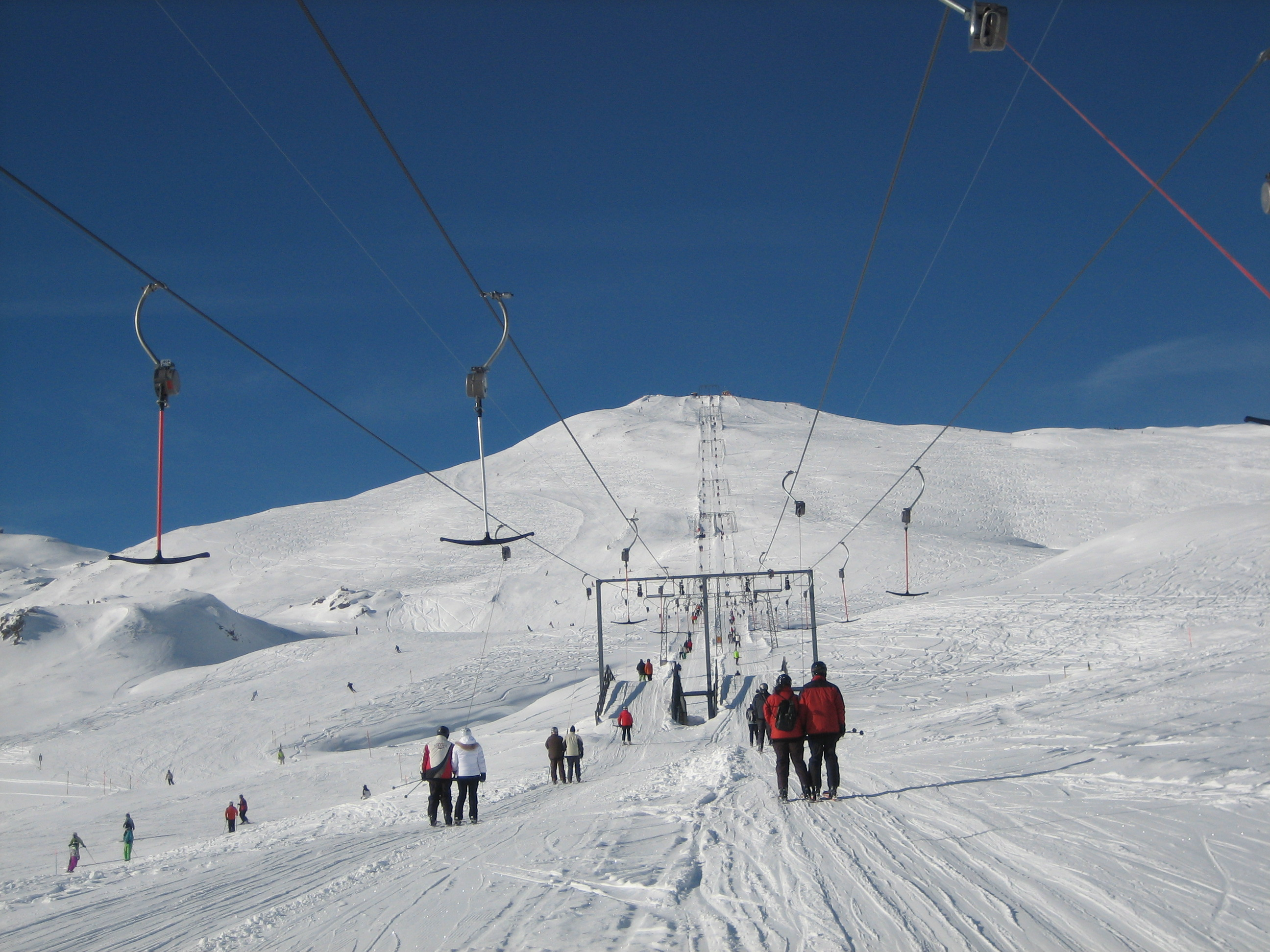

卡塔斯峰（Piz Cartas），是瑞士的山峰，位於該國東南部，由格勞賓登州負責管轄，屬於上哈爾布施泰因阿爾卑斯山脈的一部分，距離南卡倫加斯山0.7公里，海拔高度2,712米，每年平均降雨量1,729毫米。